# 무안종합스포츠파크
무안종합스포츠파크(務安綜合스포츠파크, Muan Sports Park)는 대한민국 전라남도 무안군에 있는 스포츠 시설이다. 인조잔디 필드와 우레탄 트랙이 갖춰진 경기장이며, 2009년 12월에 준공되었다.

## 참고 문헌
- “무안종합스포츠파크”. 《무안군 공공체육시설》. 무안군체육시설사업소.
- “무안종합스포츠파크 주경기장”. 《무안군 공공체육시설》. 무안군체육시설사업소.
- 《2020년 전국 공공체육시설 현황 (2019년말 기준)》. 대한민국 문화체육관광부. 2021.
- 《2023 전국 공공체육시설 현황 (2022년 12월말 기준)》. 대한민국 문화체육관광부. 2024.